# Wzór osobowy
Wzór osobowy (ideał osobowy) – zespół norm, cech, postaw w tym postaw politycznych, autorytetów i wyobrażeń obiegowych w danej zbiorowości społecznej, grupie zawodowej lub rodzinie, kierowany pod adresem jej członków, charakteryzujący cechy idealnego członka grupy, pełniącego też określoną rolę społeczną.
Właściwie dobrane wzorce osobowe przez grupę społeczną lub media, dają konkretne wartości do naśladowania, wpływają na wyobraźnię, psychikę i mobilizują do pozytywnego działania, co szczególnie ważne jest dla młodego pokolenia.